# Penny (tijdschrift)
Penny is het grootste jeugdtijdschrift over paarden in Nederland. Het is een uitgave van uitgeverij Holco Publications, gevestigd in Alkmaar. Anno 2011 had Penny een verkochte oplage van meer dan 50.000 per twee weken. 
De eerste maanduitgave van Holco Publications was Debbie. Uitgever Tuijnman ontdekte dat paardenverhalen in Debbie zeer hoog gewaardeerd werden door de lezers en besloot om in 1978 een apart paardenblad onder de naam Penny uit te geven.
In 2010 heeft Steven de Jong, verfilmer van de jeugdboeken De Kameleon en De scheepsjongens van Bontekoe, de film Penny's Shadow geregisseerd. Het scenario voor de film was naar een idee van de redactie van het tijdschrift Penny.
In Noorwegen bestaat ook een paardentijdschrift genaamd Penny, later Penny & Friends genoemd, een bijna directe Noorse editie van de Nederlandse Penny. Dezelfde tekenstijlen en karakters komen ook in deze Noorse editie voor. In deze vertaling wordt Penny-mascotte Rakker 'Rascal' genoemd. 